# Luigi Giordani

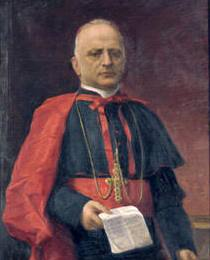
Luigi Kardinal Giordani (Gemälde)

Luigi Uberto Angelo Giordani (* 13. Oktober 1822 in Santa Maria Codifiume, Provinz Ferrara, Emilia-Romagna; † 21. April 1893 in Ferrara) war ein italienischer Kardinal und Erzbischof von Ferrara.

## Leben
Giordani wurde am 13. Oktober 1822 in Santa Maria Codifiume geboren. Seine Eltern waren Francesco Giordani und Gertrude Boriani. Er entschied sich früh, die kirchliche Laufbahn einzuschlagen und erhielt seine Ausbildung am Seminar von Ferrara und in Bologna. Am 19. September 1846 empfing er durch Ignazio Giovanni Cadolini, dem damaligen Erzbischof von Ferrara, das Sakrament der Priesterweihe. Er setzte seine Studien in Rom fort. Die Unruhen in Rom 1848 zwangen ihn, nach Marino auszuweichen. Ein kritischer Brief an seinen Vater brachte ihm eine kurzzeitige Verhaftung ein. 1852 wurde er Sekretär des Kardinalstaatssekretärs Giacomo Antonelli. Von da aus wurde er entsandt und leistete an einigen Orten (Velletri, Ascoli Piceno, Perugia) vor allem Nothilfe. In Perugia wurde er in die Konflikte des Zweiten Italienischen Unabhängigkeitskrieges verwickelt und übernahm zum Teil auch staatliche Aufgaben, wie die Organisation der Polizei. 1860 musste er nach Rom zurückkehren und wurde Consultor der Finanzbehörde, 1865 Auditor der Römischen Rota. Beim Fall der Potere Temporale (1870) kehrte er nach Ferrara zurück.
1871 wurde er zum Weihbischof von Ferrara mit dem Titularbistum Philadelphia in Arabia ernannt. Die Bischofsweihe spendete ihm am 19. März 1871 in Rom Kardinal Luigi Vannicelli Casoni, der Erzbischof von Ferrara. Am 22. Juni 1877 wurde Giordani selbst Erzbischof von Ferrara. Im Konsistorium vom 14. März 1887 erhob ihn Papst Leo XIII. zum Kardinalat, worauf er am 17. März desselben Jahres den Titel von Santi Silvestro e Martino ai Monti erhielt.
Er starb am 21. April 1893 und wurde in der Metropolitan-Kapelle Certosa in Ferrara beigesetzt.